# 선저우 13호

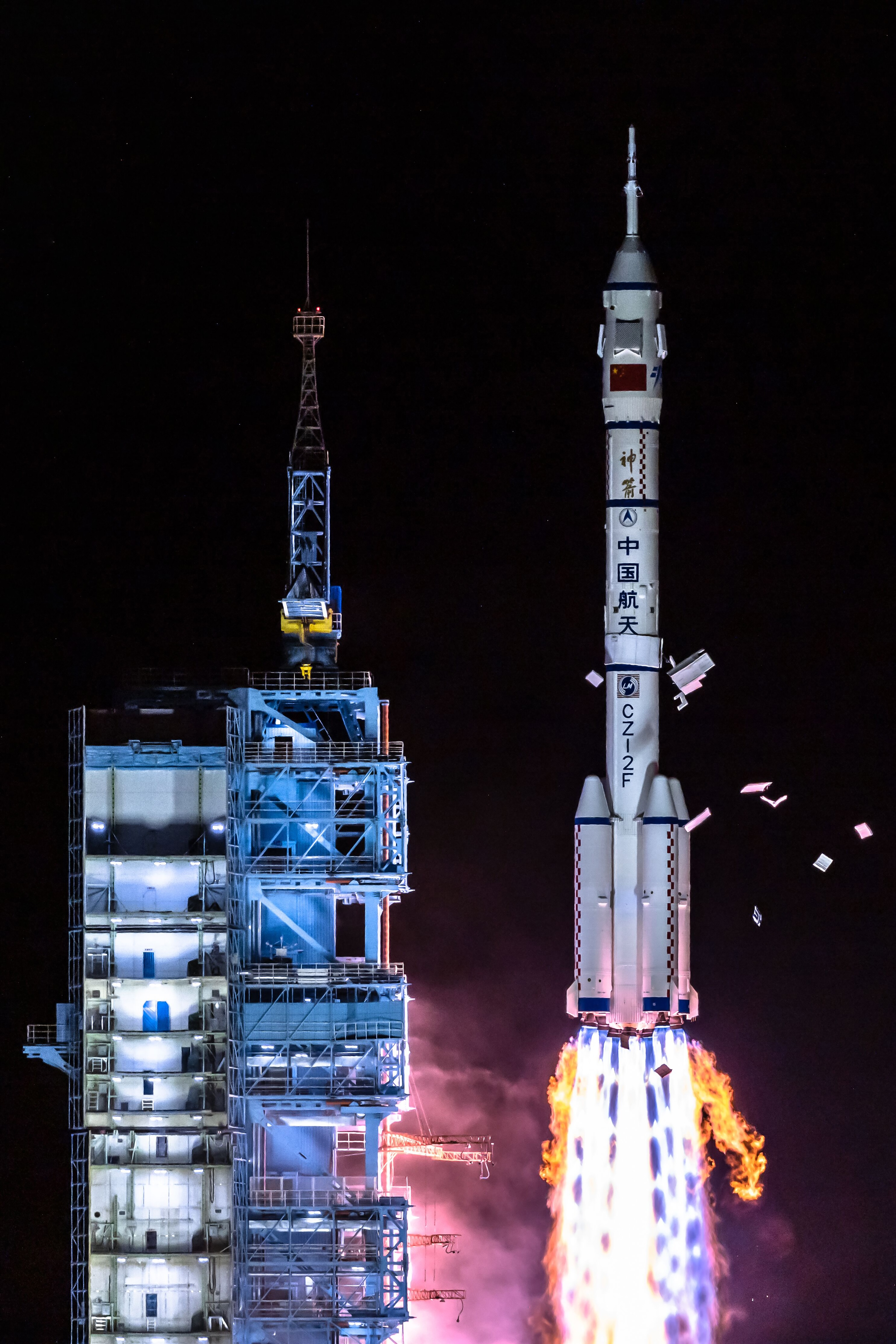
발사 모습

선저우 13호(중국어: 神舟十三号)는 2021년 10월 15일에 발사된 톈궁 우주정거장으로 향하는 중국의 우주비행선이었다. 이 우주선에는 PLAAC 우주 비행사 3명이 탑승했다. 이번 임무는 중국의 8번째 유인 우주 비행이자 선저우 계획 전체의 13번째 비행이었다.

## 배경
선저우 13호는 톈궁 우주정거장으로 가는 두 번째 우주비행(당시 톈허 코어 모듈로만 구성됨)이었으며 계획된 기간은 6개월(180일)로 첫 번째였다. 선저우 13호 이후에는 후속 선저우 임무의 표준 궤도 기간이 6개월이 된다.
선저우 13호의 경우, 중국우주기술연구원은 이전에 선저우 12호와 텐저우 화물 임무에서 사용했던 전면 및 후면 도킹 방법과 달리 텐공의 텐허 코어 모듈 바닥에 우주선을 방사형으로 도킹하는 새로운 방법을 개발했다. 이 새로운 도킹 방법은 화물 물류와 승무원 운영 모두에 중요하며 여러 대의 선저우 우주선이 동시에 톈궁에 도킹할 수 있게 하여 최초로 우주 내 승무원 교체가 가능해지게 된다.
선저우 13호의 승무원은 2021년 10월 14일에 발표되었다.

## 같이 보기
- 선저우 (우주선)
- 톈궁 우주정거장
- 톈저우 (우주선)